# Andrej Kaszpierski
Andrej Kaszpierski (biał. Андрэй Кашперскі, ros. Андрей Кашперский, Andriej Kaszpierski; ur. 27 czerwca 1995 w Brześciu) – białoruski reżyser, scenarzysta, montażowiec, producent filmowy.

## Życiorys
Urodził się 27 czerwca 1995 roku w Brześciu na Białorusi. Pierwsze amatorskie filmy zaczął tworzyć z kolegami z podwórka w wieku 12 lat. Dwa lata później założył 17-osobową grupę twórczą A&B Films, która realizowała filmy krótkometrażowe w Brześciu. W wieku 16 lat brał udział w festiwalach filmowych „Smartfilm” i „Twori Gora”. W 2017 roku ukończył studia na Białoruskiej Państwowej Akademii Sztuki ze specjalnością „reżyseria”. W czasie studiów otrzymywał prezydenckie stypendium dla utalentowanej młodzieży. W momencie zakończenia nauki miał w swoim dorobku 11 filmów krótkometrażowych, w tym kilka wyróżnionych i nagrodzonych na festiwalach międzynarodowych. Po studiach krótko pracował w białoruskim państwowym studiu filmowym Biełaruśfilm.
W 2018 roku dołączył do zespołu popularnego na Białorusi kanału YouTube o nazwie „Gusin”. Przygotował na jego potrzeby sezon serialu o żyjącej w miejskim mieszkaniu gęsi imieniem Harvey. W 2020 roku wraz z aktorami Teatru im. Janki Kupały Michaiłem Zujem i Dzmitryjem Jesianiewiczem założył kanał YouTube o nazwie „ChinChinChannel”, w którym pełni funkcję reżysera i showrunnera. Kanał wyśmiewa białoruską propagandę rządową epoki Łukaszenki oraz stereotypowych urzędników państwowych, tzw. czynowników. Kaszpierski produkuje na potrzeby kanału materiały satyryczne, klipy i krótkie filmy, takie jak „Szczuczynszczyna”, który w 2025 roku miał ponad 1,1 miliona wyświetleń. Pod koniec 2020 roku zrealizował pełnometrażowy, komediowy musical noworoczny „CzynCzyny u krainie cudau” (pol. CzinCziny w krainie czarów), który został wyemitowany na antenie telewizji Biełsat TV.
W 2021 roku razem z zespołem „ChinChinChannel” udał się na Ukrainę, gdzie realizował serial satyryczny „Tut byu Lenin” (pol. Tu był Lenin). Po realizacji ok. 1/3 materiału zdjęcia zostały przerwane przez wybuch pełnoskalowej wojny rosyjsko-ukraińskiej w 2022 roku. W marcu 2022 roku wyjechał do Polski, gdzie mieszka i pracuje jako reżyser. Jest członkiem Białoruskiej Niezależnej Akademii Filmowej. W 2023 roku zrealizował czteroodcinkowy serial „Processy”, który został wyemitowany na kanale YouTube „Wot tak” stanowiącym część Biełsat TV. Serial otrzymał liczne nagrody na festiwalach w Europie i Stanach Zjednoczonych. W 2025 roku zrealizował krótkometrażowy horror „Sud miortwych” z Zoją Biełachwoscik w roli głównej.

## Nagrody
- Nominacja do nagrody głównej w kategorii „Najlepszy film” dla filmu „Tut był Sasza” w konkursie „Koroche” (2017)[8];
- Nagroda specjalna dla odcinka 1. i nominacja do nagrody głównej dla odcinka 2. serialu „Processy” w Konkursie Białoruskim podczas Northern Lights Nordic-Baltic Film Festival (2023)[8];
- Honorowe wyróżnienie dla odcinka 1. serialu „Processy” w kategorii „Fantastic shorts” na festiwalu Fantastic Fest w Austin w Teksasie (wrzesień 2023)[7];
- Zwycięstwo serialu „Processy” w nominacji „Quick Killer” podczas Międzynarodowego Festiwalu „Serial Killer” w Brnie (2024)[6].

## Twórczość
| Tytuł                         | Język                | Metraż          | Rok           | Rola                                                  |
| ----------------------------- | -------------------- | --------------- | ------------- | ----------------------------------------------------- |
| Processy                      | białoruski, rosyjski | serial          | 2023          | Reżyser, scenarzysta                                  |
| Cukar                         | białoruski, rosyjski | 4 min.          | 2023          | Reżyser, scenarzysta                                  |
| CzinCziny proleteli kukuszkoj | białoruski, rosyjski | 21 min.         | 2023          | Reżyser, scenarzysta, aktor, operator                 |
| KUŁ (Nowosti iz Biełarusi)    | rosyjski             |                 | 2023          | Reżyser, scenarzysta, montażysta, aktor               |
| CzinCziny w mundirach         | rosyjski             | serial          | od 2023       | Reżyser, scenarzysta                                  |
| Dietskij film                 | rosyjski             |                 | 2021          | Aktor                                                 |
| CzynCzyny u krainie cudau     | białoruski, rosyjski | 56 min.         | 2020          | Reżyser, scenarzysta, montażysta                      |
| Słuczajnyj kadr               | rosyjski             | serial          |               | Aktor                                                 |
| Gusin                         | rosyjski             | serial          | 2018 lub 2019 | Reżyser, scenarzysta, montażysta, producent, operator |
| Hasta La Vista, Baby          | rosyjski             | 5 min.          | 2017          | Reżyser, scenarzysta, montażysta, producent           |
| Druzja po pieriepiskie        | rosyjski             | krótkometrażowy | 2017          | Producent                                             |
| Akuaka                        | rosyjski             | 11 min.         | 2017          | Reżyser, producent, operator, artysta                 |
| Samyj wkusnyj kofie           | rosyjski             | krótkometrażowy | 2017          | Scenarzysta, montażysta, producent, operator          |
| Tut był Sasza                 | białoruski, rosyjski | 6 min.          | 2016          | Reżyser, scenarzysta, montażysta, producent           |
| Kaktus                        | rosyjski             | 17 min.         | 2016          | Reżyser, scenarzysta, montażysta, producent           |
| Wozwraszczenije Muchtara 10   | rosyjski             | serial          | 2015          | Aktor                                                 |
| Muzyka wnutri                 | rosyjski             | 15 min.         | 2015          | Reżyser, scenarzysta, montażysta, producent, aktor    |
| Nie wozwraszczajsia           | rosyjski             | 8 min.          | 2013 lub 2014 | Reżyser, scenarzysta, montażysta                      |
| Knopka                        | rosyjski             | 35 min.         | 2014          | Reżyser, scenarzysta, montażysta                      |
| W kino                        | rosyjski             | 8 min.          | 2014          | Reżyser, scenarzysta, montażysta, aktor               |
| Pod dożdiom                   | rosyjski             | krótkometrażowy | 2013          | Reżyser                                               |
| Indijskoje filmo              | rosyjski             | 8 min.          | 2012          | Reżyser, scenarzysta                                  |